# Aerva artemisioides
Aerva artemisioides är en amarantväxtart som beskrevs av Friedrich Vierhapper och Oskar Schwartz. Aerva artemisioides ingår i släktet Aerva och familjen amarantväxter. Inga underarter finns listade i Catalogue of Life.